# Pinta (betegség)
A pinta egy emberi bőrbetegség, amely endémiás Mexikóban, Közép-Amerikában, valamint Dél-Amerikában. A betegséget a Spirochaete törzs Treponema nemzetségébe tartozó Treponema pallidum carateum nevű baktérium okozza.

## Tünetek
A pinta fizikai kontaktus révén terjed, majd 2-3 hét lappangási időt követően megjelennek a fertőzés tipikus tünetei: megemelkedett papulák, amelyek idővel hiperkeratotikussá válnak. 3-9 hónappal a fertőzést követően, a pinta második fázisában a plakkok elvékonyodnak, majd megrepednek. Néha a betegség harmadik fázisa is kialakul, amelyet hiperpigmentáció és depigmentáció jellemez.

## Diagnózis
A diagnózis elsősorban a tipikus klinikai tünetek alapján születik meg, ám a szifilisz azonosítása során használt szerológiai vizsgálatok (RPR, TPHA) itt is elvégezhetők. A papulákból vett mintákból sötét látóteres mikroszkóppal a baktérium kimutatható.

## Kezelés
A betegség kezelhető penicillinnel, tetraciklinnel és kloramfenikollal.

## Lásd még
- Treponema pallidum